# Lama-Haukijärvi
Lama-Haukijärvi är en sjö i kommunen Enare i landskapet Lappland i Finland. Arean är 41 hektar och strandlinjen är 7,94 kilometer lång. Sjön  ingår i Neidenälvens huvudavrinningsområde.   Den ligger omkring 350 kilometer norr om Rovaniemi och omkring 1000 kilometer norr om Helsingfors. 